# Emily Matheson
Emily Matheson, geb. Pfalzer, (* 14. Juni 1993 in Getzville, New York) ist eine US-amerikanische Eishockeyspielerin, die seit 2019 bei Promotion-Spielen für die Professional Women’s Hockey Players Association (PWHPA) spielt. Pfalzer war zwischen 2014 und 2019 Mitglied der Frauen-Eishockeynationalmannschaft der Vereinigten Staaten und wurde mehrfach Weltmeisterin sowie Olympiasiegerin. Sie ist mit Mike Matheson verheiratet, der ebenfalls Eishockeyspieler ist.

## Karriere

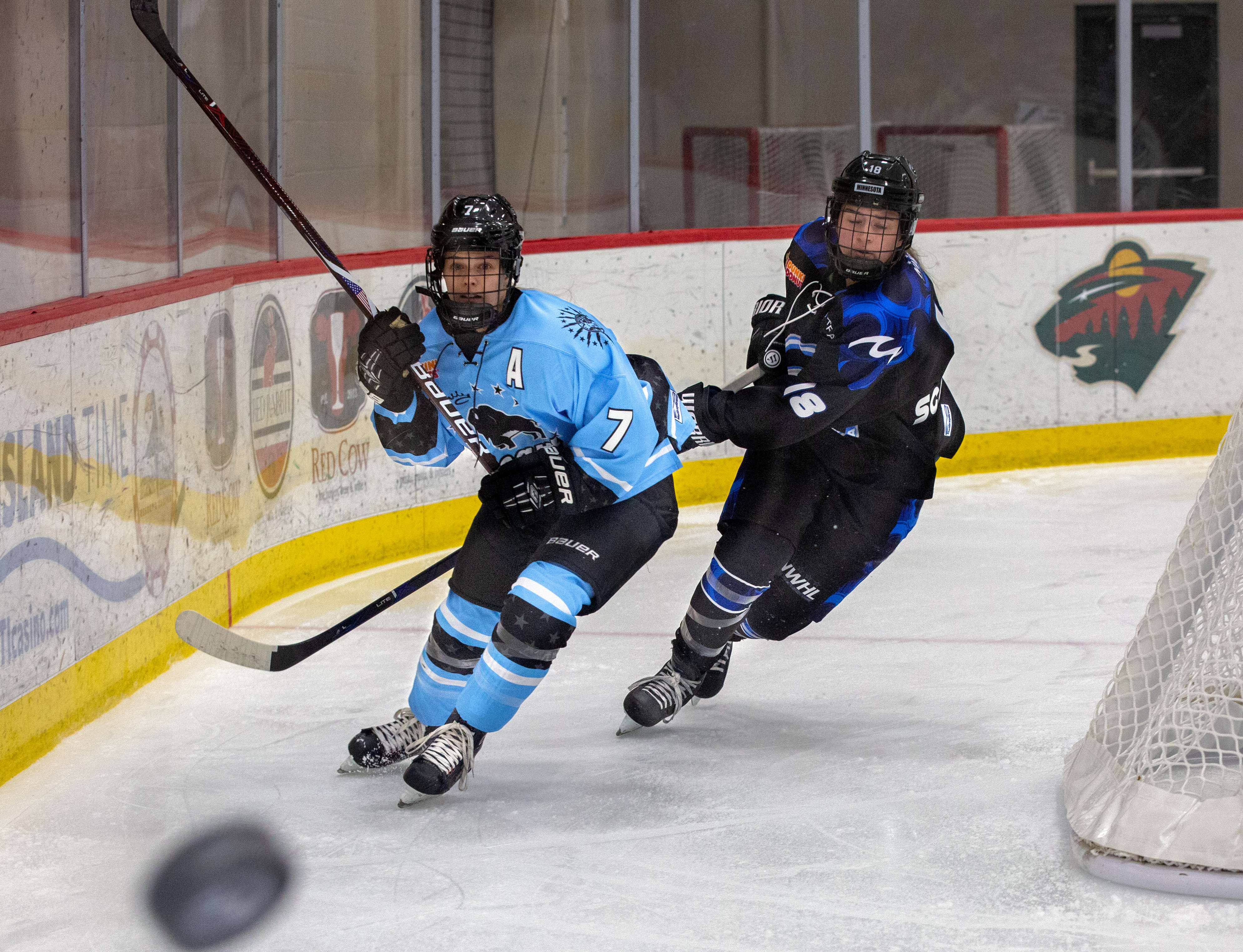
Emily Pfalzer (li.) im Trikot der Buffalo Beauts (2018)

Pfalzer besuchte bis 2011 die Nichols High School in Buffalo. Statt wie die meisten US-amerikanischen Juniorenspielerinnen war die gelernte Abwehrspielerin aber nicht im System des US-amerikanischen Eishockeyverbandes USA Hockey aktiv, sondern spielte jenseits der Landesgrenze für die Mississauga Chiefs in der kanadischen Juniorenliga Provincial Women’s Hockey League. Dennoch nahm sie mit den US-Girls an den U18-Frauen-Weltmeisterschaften 2010 und 2011 teil. Dabei gewann sie zunächst 2010 Silber und im folgenden Jahr Gold. Nach ihrem Highschool-Abschluss begann Pfalzer zum Schuljahr 2011/12 ihr Studium am Boston College. Parallel zu ihrem Studium spielte sie in den folgenden vier Jahren für das Universitätsteam in der Hockey East, einer Division im Spielbetrieb der National Collegiate Athletic Association. Während dieser Zeit debütierte die Verteidigerin beim 4 Nations Cup 2014 in der Frauen-Eishockeynationalmannschaft der Vereinigten Staaten und nahm noch in derselben Spielzeit mit dem Team an der Weltmeisterschaft 2015 teil. Dort feierte die Defensivspielerin ihren ersten Weltmeisterschaftsgewinn.
Zur Saison 2015/16 wechselte Pfalzer in den Profibereich und schloss sich den Buffalo Beauts aus der neu gegründeten National Women’s Hockey League an. Im Saisonverlauf wurde ihr die Ehre zu Teil, im ersten All-Star-Game der Liga eine der beiden Mannschaften zusammenzustellen und anzuführen. Im regulären Spielbetrieb erreichte sie mit den Beauts das Meisterschaftsfinale, unterlag dort allerdings den Boston Pride. Im folgenden Spieljahr revanchierte sich das Team für die Finalniederlage im Vorjahr und gewann am Saisonende den Isobel Cup. Die zweijährige Periode wurde zudem mit dem Gewinn der Goldmedaille bei den Weltmeisterschaften 2016 und 2017 abgerundet.
Anschließend kehrte die Verteidigerin den Beauts und der NWHL nach zwei Spielzeiten zunächst den Rücken und ließ sich für die Saison 2017/18 von USA Hockey verpflichten. Im Verband bereitete sie sich auf die Olympischen Winterspiele 2018 in Pyeongchang vor, bei denen sie mit den US-Amerikanerinnen olympisches Gold gewann.
Seit ihrer Heirat mit Mike Matheson im Juli 2019 trägt sie den Namen Matheson.

## Erfolge und Auszeichnungen
- 2016 Teilnahme am NWHL All-Star Game
- 2017 Teilnahme am NWHL All-Star Game
- 2017 Isobel-Cup-Gewinn mit den Buffalo Beauts
- 2019 Teilnahme am NWHL All-Star Game

### International
| - 2010 Silbermedaille bei der U18-Frauen-Weltmeisterschaft - 2011 Goldmedaille bei der U18-Frauen-Weltmeisterschaft - 2015 Goldmedaille bei der Weltmeisterschaft - 2016 Goldmedaille bei der Weltmeisterschaft | - 2017 Goldmedaille bei der Weltmeisterschaft - 2018 Goldmedaille bei den Olympischen Winterspielen - 2019 Goldmedaille bei der Weltmeisterschaft |

## Karrierestatistik
Stand: Ende der Saison 2018/19

### International
Vertrat die USA bei:
| - U18-Frauen-Weltmeisterschaft 2010 - U18-Frauen-Weltmeisterschaft 2011 - Weltmeisterschaft 2015 - Weltmeisterschaft 2016 | - Weltmeisterschaft 2017 - Olympischen Winterspielen 2018 - Weltmeisterschaft 2019 |

(Legende zur Spielerstatistik: Sp oder GP = absolvierte Spiele; T oder G = erzielte Tore; V oder A = erzielte Assists; Pkt oder Pts = erzielte Scorerpunkte; SM oder PIM = erhaltene Strafminuten; +/− = Plus/Minus-Bilanz; PP = erzielte Überzahltore; SH = erzielte Unterzahltore; GW = erzielte Siegtore; 1 Play-downs/Relegation; Kursiv: Statistik nicht vollständig)